# Świadkowie Jehowy w województwie lubelskim
Świadkowie Jehowy w województwie lubelskim – wspólnota religijna Świadków Jehowy w województwie lubelskim. W wyniku Narodowego Spisu Powszechnego Ludności i Mieszkań 2011 określono liczbę osób na terenie województwa deklarujących swoją przynależność religijną do Świadków Jehowy na 10 793. Natomiast liczba głosicieli według opracowania GUS „Wyznania religijne w Polsce 2019–2021” w roku 2021 wynosiła 8122. W październiku 2024 roku na terenie województwa znajdowały się miejsca zebrań 85 zborów (w tym zbór angielskojęzyczny, zbór i grupa języka migowego, zbór i grupa rosyjskojęzyczna oraz zbór ukraińskojęzyczny).

## Historia

### Początki

#### Lata 20. XX wieku
Działalność Świadków Jehowy na obecnym terenie województwa podjęto ok. roku 1920. Jej początek wiązał się z przyjazdem ze Stanów Zjednoczonych do Lublina Władysława Wójcika (1920 lub 1921) i Bronisława Blacharskiego (1921). W 1921 roku niewielkie grupy działały w Lublinie i Nałęczowie. 8 grudnia 1921 roku w Lublinie w sali Stowarzyszenia Wzajemnej Pomocy Kupcom przy ul. Królewskiej 15 wykład „Strzeżcie się fałszywych proroków” z udziałem 100 osób wygłosił pielgrzym ze Stanów Zjednoczonych – Józef Krett. Po jego zakończeniu Krett został przewieziony na komisariat policji, gdzie został przesłuchany.
5 kwietnia 1922 roku lubelska policja oceniła, że nic nie wskazuje na to, aby szerzyli oni komunistyczną propagandę. 15 sierpnia 1922 roku funkcjonariusze policji skonfiskowali publikacje religijne w mieszkaniu Jana Skowronka w Bełżcu. Policja zaczęła nachodzić członków grupy Badaczy Pisma Świętego z Bełżca po ich powrocie ze zgromadzenia w Warszawie.
W roku 1923 zorganizowany został lubelski zbór Badaczy Pisma Świętego. Na Pamiątce śmierci Jezusa Chrystusa były obecne 23 osoby, w 1924 w Lublinie – 52 oraz 22 osoby w Bełżcu. W latach 1923–1927 zebrania religijne odbywały się w mieszkaniach prywatnych przy ul. Podwale, ul. Dolnej Panny Marii i ul. Lipowej. 
W dniach 15–17 sierpnia 1924 roku w Sali Teatru Rusałka w Lublinie zorganizowano pierwszą konwencję, na którą przybyło około 200 osób, w tym ponad 100 delegatów z wielu zborów w Polsce. W wodach Bystrzycy Jan Kusina udzielał chrztu. W Tersinie pojawiła się niewielka grupa (jednym z pierwszych jej członków był Antoni Derewecki). 
W 1925 roku zbór w Lublinie liczył 128 członków, w Maziłach – 19, a w Korchowie – 42 (zebrania odbywały się w mieszkaniu Wojciecha Szeligi). 3 maja 1925 roku miejscowy komendant policji zakazał zgromadzeń tamtego zboru. 6 grudnia 1925 roku w Lublinie wykład wygłosił Kuźma. Nazajutrz na zebraniu u niejakiej Kubalskiej przy ul. Podwale 11 uchwalono, że zbór lubelski nadal pozostaje w strukturach Towarzystwa Strażnica (do nowo powstałej grupy epifanistów przyłączyło się w późniejszych latach kilka osób). W roku 1926 na uroczystość Pamiątki śmierci Jezusa Chrystusa w Korchowie przybyło 70 osób
Od roku 1927 w Lublinie przy ul. Zamojskiej w sali Spółdzielni Komisowo-Handlowej dla mieszkańców tego miasta organizowano otwarte wykłady biblijne połączone z dystrybucją literatury religijnej. W roku 1927 kolporterzy prowadzili działalność w Lublinie oraz w okolicach Krasnegostawu, gdzie powstała grupa wyznawców, oraz w okolicach Łosieńca. Mówcy wygłaszający wykłady przyjeżdżali z Warszawy (m.in. Ludwik Kostkiewicz), Krakowa, Łodzi oraz Poznania. Zgromadzonym na wiejskich placach i skwerach z zaangażowaniem poświęcali dziennie nawet kilka godzin nauk biblijnych.

#### Lata 30. XX wieku
Na początku lat 30. XX wieku zbory Świadków Jehowy (przyjęcie nowej nazwy w 1931 roku) istniały m.in. w następujących miastach i miejscowościach: Lublin, Biszcza, Terespol, Korchów Pierwszy i Rulikówka, a grupy w okolicach Biłgoraja, Hrubieszowa, Kraśnika i Zamościa.
W 1933 i 1934 roku konwencja odbyła się we wsi Rulikówka k. Sokala oraz w Teresinie, w 1937 roku w Dorohuczy i we wsi Borówek.
W roku 1938 w powiatach biłgorajskim, zamojskim, lubelskim, chełmskim i krasnostawskim, z małych grup wyznawców powstały zbory. Działalność w Zamościu koordynował Jan Chodara.
W 1939 roku konwencja z udziałem 60 osób odbyła się w Kostuninie w powiecie chełmskim. W roku 1939 Józef Włodarczyk z Lubelszczyzny nabył i starannie zabezpieczył 12 000 broszur, książki, 1000 Biblii, 500 śpiewników oraz 250 płyt z nagranymi wykładami biblijnymi, co bardzo się przydało, gdy w okresie II wojny światowej nie było żadnych nowych dostaw tych publikacji.

### Okres II wojny światowej
- KL Lublin

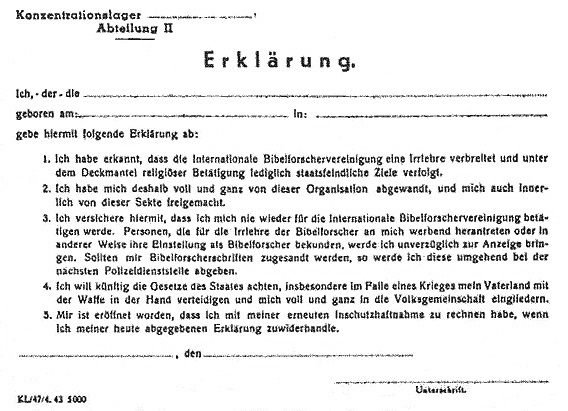
Hitlerowskie oświadczenie o wyrzeczeniu się wiary, którego podpisania odmawiali Świadkowie Jehowy

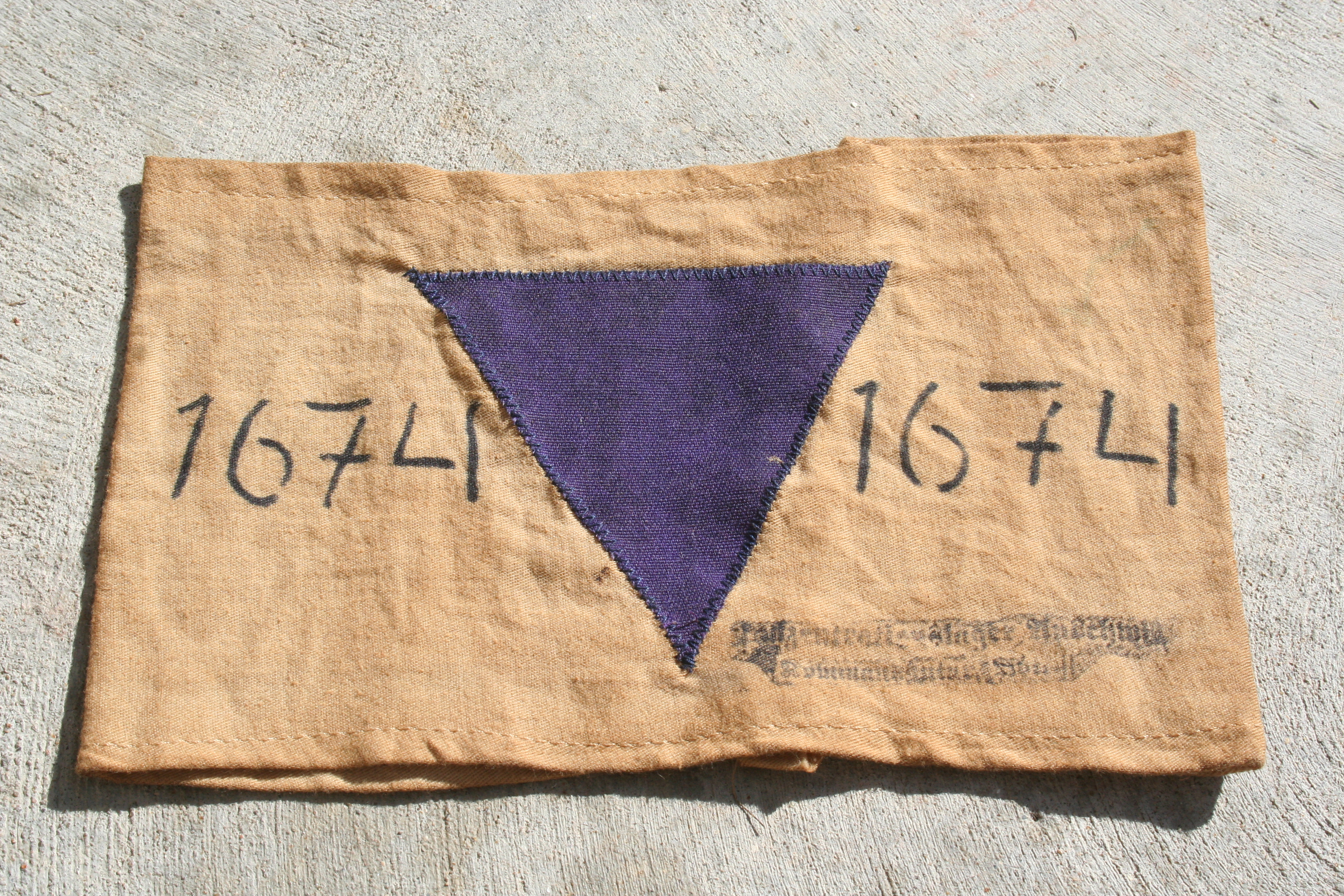
W czasie II wojny światowej wielu wyznawców zostało osadzonych w obozach koncentracyjnych i nosiło znak – fioletowy trójkąt

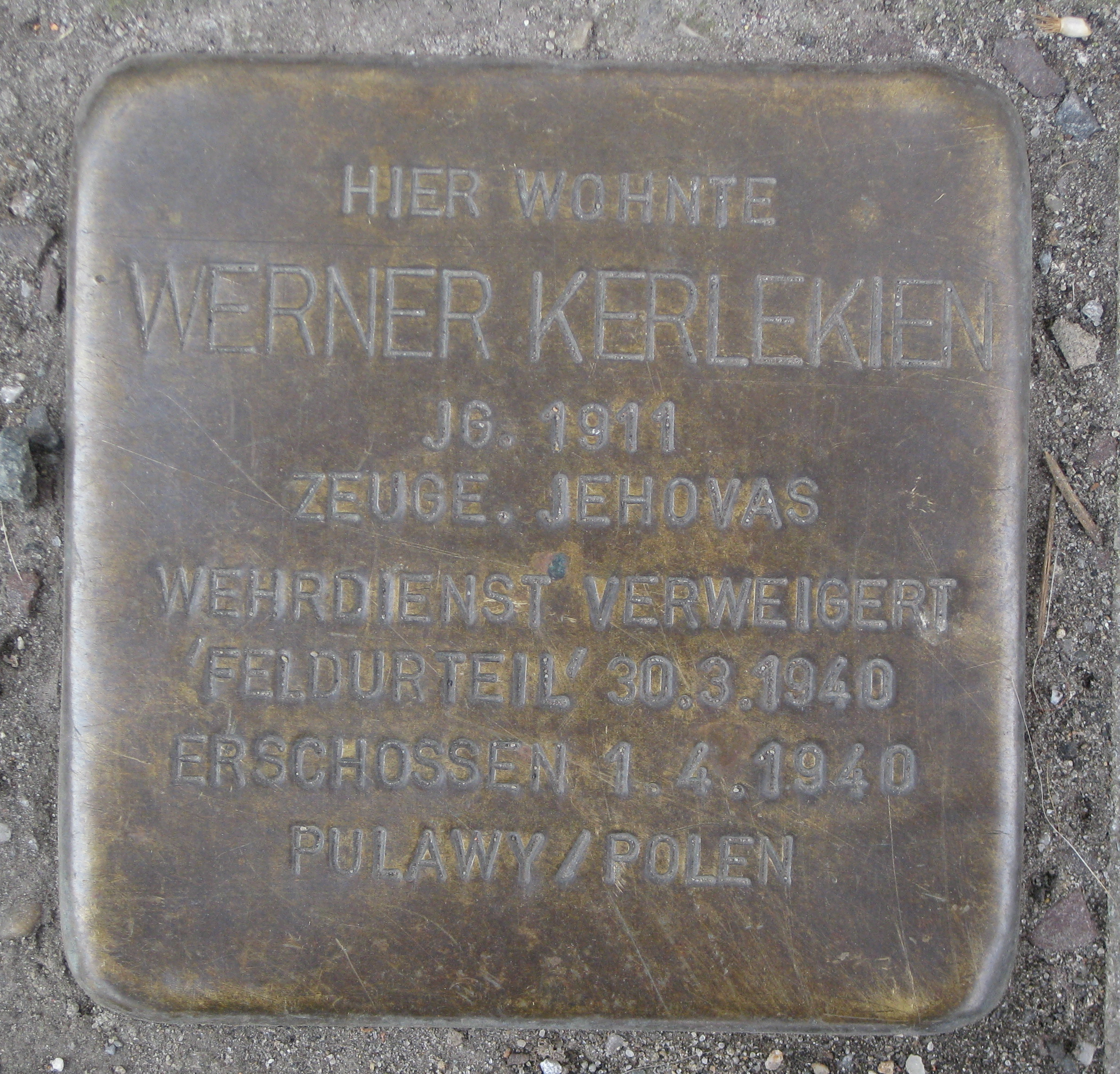
Stolperstein Wernera Kerlekiena, który 1 kwietnia 1940 roku w Puławach (w podobozie KL Lublin) zginął za odmowę służby wojskowej

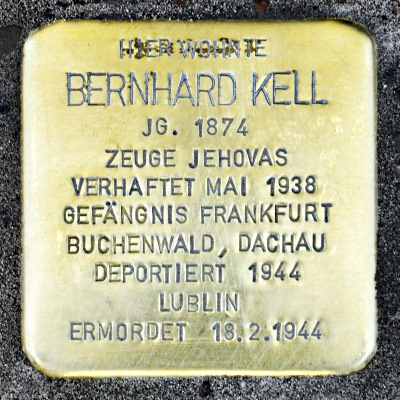
Stolperstein Bernharda Kella, który 18 lutego 1944 roku w Lublin (KL) zginął za odmowę służby wojskowej

W czasie nazizmu wielu tutejszych wyznawców trafiło do więzień i hitlerowskich obozów koncentracyjnych za odmowę wyrzeczenia się swojej wiary. Dużą grupę wyznawców przewieziono z Lublin (KL) do Auschwitz. Od stycznia 1943 roku, do KL Lublin trafiali wyznawcy z województwa lubelskiego oraz z Warszawy i Lwowa. Dotychczas zidentyfikowano imiennie 57 świadków Jehowy (20 kobiet i 37 mężczyzn), zesłanych do KL Lublin, 27 z Polski, 16 z Niemiec oraz z Holandii. Także świadkowie Jehowy pochodzący z Jugosławii, ZSRR, Austrii, Luksemburga i Węgier. 
Dziewiętnastu z tego grona zatrudniono w filii KL Lublin – w przedsiębiorstwie DAW na ulicy Lipowej 7 (w tym do filii w Puławach). Z tej grupy trzech zginęło.
W przypadku zidentyfikowanych danych wiekowych, najmłodsza więźniarka miała 17 lat, najstarszy więzień miał 71 lat, Najliczebniejsza grupę wiekowa tworzyły osoby w przedziale 42–45 lat. 28 świadków Jehowy trafiło do KL Lublin z obozów: Nuchenwald (14 osób), Dachau (7 osób), Sachsenhausen (5 osób) i Neuengamme (2 osoby) oraz z więzień m.in. Pawiaku i Lwowa. Deportowani zostali m.in. do obozów: Auschwitz (co najmniej 17 więźniów), Ravensbrück (20), Buchenwald (4) i Gross-Rosen (1).
- Działalność poza obozem

Z powodu odmowy przyjęcia niemieckiej listy narodowościowej i zrzeczenia się wiary niektórzy zostali przymusowo wydaleni z własnych domów, np. pewna rodzina z Gdyni do wsi Krzywowólka na Lubelszczyźnie.
W czasie wojny podjęto na nowo działalność głoszenia od domu do domu. W okolice Białej Podlaskiej i Włodawy przybyli współwyznawcy z Kaszub i Wybrzeża, którzy podjęli działalność kaznodziejską od Białej Podlaskiej po Terespol i Włodawę. Organizowano również chrzty nowych wyznawców.
Pod koniec wojny, gdy zbliżał się front wschodni, zmuszano ludzi do kopania rowów przeciwczołgowych. Ze względu na neutralność polityczną świadkowie Jehowy odmawiali udziału w takich pracach. Skutkiem tego niektórzy z nich zostali publicznie rozstrzelani.

### Okres powojenny, prześladowania

#### Lata 40. XX wieku
- 1945

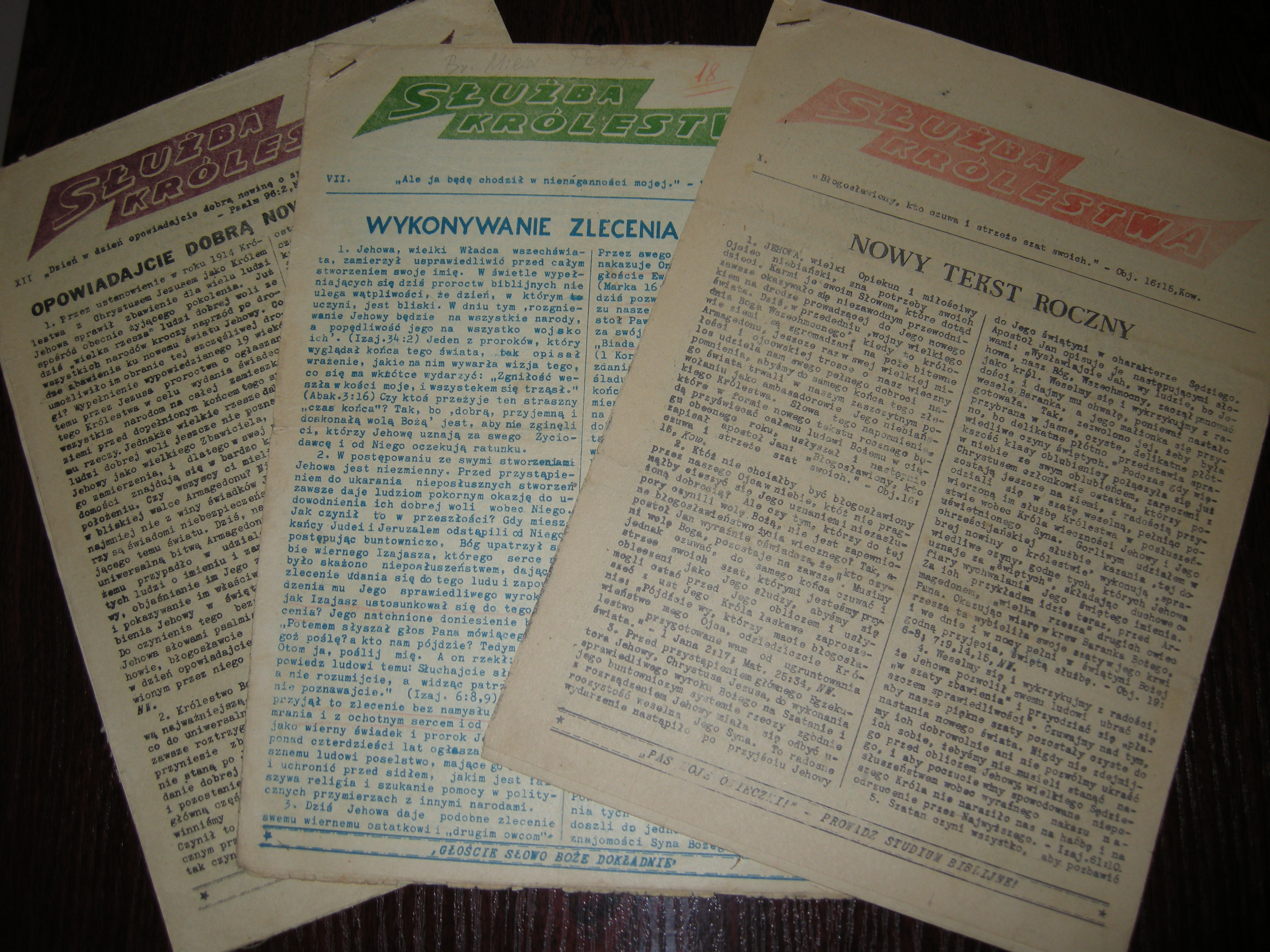
Publikacje Świadków Jehowy („Nasza Służba Królestwa” z lat 50. XX w.) drukowano potajemnie w okresie zakazu działalności również na terenie województwa lubelskiego

6 czerwca oddział Narodowych Sił Zbrojnych pod dowództwem mjr Mieczysława Pazderskiego ps. Szary, dokonał zbrodni we wsi Wierzchowiny. Zamordowano 194 osoby narodowości ukraińskiej, w tym 20 świadków Jehowy – według innych historyków przynajmniej szesnastu lub około trzydziestu.
Powstały nowe zbory. Do zboru Teresin przyłączało się niekiedy po 15 do 20 osób w miesiącu, a w jednym przybyły aż 42 osoby.
Świadkowie Jehowy zintensyfikowali przemyt publikacji na teren ZSRR, który trwał co najmniej do lat 80. XX wieku. Wśród osób, którzy przemycali publikacje, byli m.in. Władysław Niewiadomski (17 sierpnia 1945 roku został za to skazany na zesłanie na Syberię, gdzie przebywał do 12 września 1957 roku), Czesława Kukiełka (20 stycznia 1955 roku została za to skazana na zesłanie na Syberię, gdzie przybywała do marca 1958 roku) i Władysława Kukiełka. Akcją kierował Marian Brodaczewski, a w okolicach granicy Jan Sitarczuk.
- 1946

9 i 10 czerwca we wsi Borówek na dwudniowe zgromadzenie przybyło około 1500 osób, a 260 osób zostało ochrzczonych. W tym samym roku na terenie województwa utworzono obwody składające się z kilku zborów. Na terenie Zamościa i okolic był to obwód nr 22, którego nadzorcą był Władysław Przybysz.
1 marca 15-letnia Henryka Żur z okolic Chełma wybrała się ze współwyznawcą ze zboru do pobliskiej miejscowości, by odwiedzić zainteresowanych tą religią. Oboje wpadli w ręce członków NSZ. Mężczyzna został dotkliwie pobity. Dziewczynę przez kilka godzin straszliwie torturowano, zawleczono do pobliskiego lasu i zastrzelono. Została pochowana na cmentarzu w miejscowości Biskupice. Niecałe trzy tygodnie później, wieczorem 18 marca, 30-osobowa grupa wdarła się do domu Jana Ziemcowa. Napastnicy próbowali najpierw zmusić całą rodzinę do wyspowiadania się u miejscowego księdza katolickiego i przyniesienia od niego zaświadczenia. Potem zaczęli bić Ziemcowa pałkami, aż go zatłukli na śmierć, a później pobili do nieprzytomności resztę rodziny. 12 czerwca tego samego roku doszło do kolejnego zabójstwa, którego ofiarą padła rodzina Kądzieli, a potem banda ta przez 6 godzin znęcała się nad rodziną Kuleszów, by wymusić na nich zgodę na powrót do Kościoła katolickiego. Aleksandra Kuleszę zatłukli na śmierć.
- 1947

Zliczono akty przemocy, których dopuszczono się na świadkach Jehowy w celu nawrócenia ich na katolicyzm; okazało się, że ucierpiało z tego powodu około 4000 osób, a 60 z nich zamordowano. Narodowe Siły Zbrojne dokonały około 800 napadów na domy wyznawców. 
Zbór w Teresinie liczył już 240 głosicieli, a zbór w pobliskim Alojzowie – 190.
Na terenie województwa lubelskiego działały 72 zbory, a działalność prowadziło około 3000 świadków Jehowy. 
8 września na wykładzie publicznym w Rogowie zgromadziło się ponad 200 osób, działalność kaznodziejską prowadziła tam nowopowstała grupa z Karczmisk wraz z grupą ze Strzelc. Grupa Biała Podlaska prowadziła działalność kaznodziejską w promieniu ponad 50 km (m.in. w Terespolu i w Kodniu, gdzie powstała niewielka grupa).
W dniach od 26 do 28 września zgromadzenie pod hasłem „Chwalcie Jehowę wszystkie narody” z udziałem około 2000 osób odbyło się w Teresinie.
Niektórzy z członków zborów wyjechali na Ziemie Odzyskane, do zboru w Lidzbarku Warmińskim przybyła grupa świadków Jehowy z powiatu chełmskiego, później z Lubelszczyzny wyjechała rodzina do Pabianic.
- 1948

Zgromadzenia obwodowe odbywały się w różnych miejscach województwa lubelskiego, m.in. w dniach 28–30 maja w Hrubieszowie (około 1000 obecnych).
Ze względu na wzrost liczby zborów powstały nowe obwody. Jednym z nich był obwód składający się ze zborów w Zamościu i w okolicach, którego nadzorcą był Antoni Mróz. 24 października zwrócił się on z prośbą o zarejestrowanie zboru w Zamościu.
Od 2 do 4 lipca odbyło się kolejne zgromadzenie w Lublinie (ponad 2500 obecnych, 124 osoby zostały ochrzczone). Jak donosi Rocznik Świadków Jehowy 1994: „księża ogłosili w tym mieście, że Świadkowie Jehowy z całej Polski przybyli z zamiarem zniszczenia tam świątyń katolickich; wezwano zatem wiernych do obrony kościołów i miasta. Ciżba podburzonych fanatyków religijnych natarła na uczestników kongresu. Bezpieczeństwa ich bronili uzbrojeni milicjanci, którzy pakowali co agresywniejszych prowodyrów na ciężarówki, wywozili do 30 kilometrów za miasto, z dala od uczęszczanych szlaków komunikacyjnych, i puszczali wolno”.
- 1949

Ten sam Rocznik donosi o innym zgromadzeniu w Alojzowie: „w maju [13-15] 1949 roku kazano przerwać program zgromadzenia obwodowego odbywającego się w okolicy Chełma. Odmowa doprowadziła do aresztowania braci odpowiedzialnych. W ostatnim dniu zjazdu uczestnicy znowu się zeszli, a pewien brat w zastępstwie aresztowanego wygłosił przemówienie okolicznościowe do chrztu; po południu na wykład publiczny przyszło około tysiąca osób. Milicjanci aresztowali kolejnych mówców, ale za każdym razem zabranego zastępował następny brat i kontynuował przemówienie. Wieczorem okazało się, że tego dnia przemawiało aż 27 braci!”.

#### Lata 50. XX wieku
Według szacunków Wojewódzkiego Urzędu Bezpieczeństwa wiosną 1950 roku na terenie województwa działało 118 grup (zborów). Urząd Bezpieczeństwa oszacował też na 9900 liczbę głosicieli oraz osób zainteresowanych. W czerwcu 1950 roku według kolejnych szacunków WUB działały 102 grupy i co najmniej 6500 głosicieli. 
19 czerwca 1950 roku w Hrubieszowie został aresztowany Antoni Derewecki, zastrzelono go w trakcie trzeciego dnia przesłuchań.
Masowych aresztowań dokonano w latach 1950–1955. W województwie lubelskim, poza główną akcją aresztowań z czerwca, 5 lipca 1950 roku przeprowadzono następną, podczas której dokonano kolejnych aresztowań. Według niepełnych danych na dzień 8 lipca 1950 roku liczba aresztowanych w województwie wynosiła 97 osób. Do 5 sierpnia liczba ta wzrosła do 110 osób, 54 osoby zostały zwolnione, a 56 pozostawało w areszcie. Na koniec roku 1950 spośród 97 aresztowanych, 15 zostało skazanych na bezwzględne kary pozbawienia wolności.
W latach 50. XX wieku Służba Bezpieczeństwa rozpoczęła prowadzenie spraw m.in. pod kryptonimami: „Zbieranina” (1954–1971; dotycząca prowadzenia działalności w Świdniku), „Marynarz” (1955–1957; Jan Obirek), „Dentysta” (1955–1962; dotyczącą prowadzenia działalności w Hrubieszowie), „Babilon” (1959–1972; dotycząca prowadzenia działalności w Opolu Lubelskim i innych miejscowościach). W latach 1950–1951 Komisja Specjalna do Walki z Nadużyciami i Szkodnictwem Gospodarczym w Warszawie prowadziła sprawę „Rozpowszechnianie pism i druków z fałszywymi wiadomościami o państwie polskim przez świadka Jehowy z Lublina”, w 1952 roku sprawę „Rozpowszechnianie nielegalnej literatury przez świadków Jehowy - rolników i rzemieślnika z Alojzowa pow. Chełm Lubelski i Pełczyna woj. lubelskie”, a w latach 1952-1953 sprawy „Przechowywanie i rozpowszechnianie literatury związku świadków Jehowy, udzielanie swego mieszkania w celu organizowania zebrań tegoż związku przez pracownicę fizyczną z Lublina” oraz „Rozpowszechnianie fałszywych wiadomości o państwie polskim przez świadka Jehowy - stolarza ze wsi Horodyszcze pow. Chełm”.
Za działalność religijną oraz za odmowę służby wojskowej, świadkowie Jehowy byli skazywani na kary więzienia. W 1954 roku na terenie województwa lubelskiego odnotowano 40 przypadków odmowy służby wojskowej i 17 przypadków ukrywania się, za co ukarano 20 osób. 
W 1955 roku Prezydium Powiatowej Rady Narodowej w Radzyniu Podlaskim nie wykazywało na swoim terenie ani jednego świadka Jehowy, a w 1956 roku już około 50–70. W powiecie łukowskim działali głównie w Łukowie i Łapiguzie, a pojedyncze osoby w Niedźwiadce, Jedlance, Domaszewnicy, Dąbiu, Wilczyskach i Łazach. W powiecie opolsko-lubelskim było co najmniej 50 świadków Jehowy. W powiecie puławskim grupy działały w Nałęczowie, Strzelcach, Woli Przybysławskiej, Bochotnicy, Borysowie, Bałtowie, Żerdzi i Osinach. W połowie 1955 roku liczba świadków Jehowy w województwie lubelskim wynosiła około 6500. Najwięcej ich było w powiatach krasnostawskim, hrubieszowskim (około 200) i w Lublinie. W powiecie kraśnickim, liczba świadków Jehowy wynosiła około 130, a w powiecie chełmskim – około 1300 osób. Notowano stały wzrost liczebny w okolicach Chełma w miejscowościach: Zagroda, Depułtycze, Bukowa Mała, Bukowa Wielka, Wierzbica. W powiecie włodawskim, działało 121 świadków Jehowy, którzy mieszkali w 15 wsiach. W powiecie kraśnickim zamieszkiwali miejscowości Księżomierz, Rachów, Annopol, Trzydnik Duży-Kolonia, Trzydnik Duży, Suchodoły, Liśnik, Wólka Batorska i Olbięcin. W Lublinie działało około 250 głosicieli, należących do 7 zborów, a w powiecie lubelskim ich liczbę szacowano na 500–1200 osób. Intensywną działalność prowadzili na terenie powiatu biłgorajskiego i hrubieszowskiego oraz w miejscowościach Horodło, Dubienka, Białopole i Charz, gdzie powstał 60-osobowy chór.

#### Lata 60. XX wieku
Według informacji Wydziału ds. Wyznań stwierdzono, że zebrania członków tej grupy wyznaniowej odbywały się przeważnie wieczorami. W 1960 roku w Świdniku działalność religijną prowadziło około 200 świadków Jehowy. Władze tego miasta postanowiły karać administracyjnie za nielegalne zgromadzenia organizatorów zebrań i właścicieli mieszkań, w których się one odbywały. Świadkowie Jehowy mieli być pod stałą kontrolą MO. Wydział ds. Wyznań w porozumieniu z Komitetem Zakładowym PZPR przy WSK postanowił, że należy dokonać analizy kadr w zakładzie i członków grupy traktować jako „niepewny element”. W niektórych przypadkach najbardziej aktywni kaznodzieje mieli być zwalniani z pracy w WSK.
W roku 1960 liczba świadków Jehowy w powiecie hrubieszowskim wynosiła 100, a głównymi ośrodkami ich aktywności były wsie Ślipcze i Ornatowice-Kolonia. W powiecie bełżyckim 30 głosicieli działało głównie we wsiach Palikije, Skrzyniec, Krężnica Okrągła, Wierzchowiska Dolne, Jeżów i Adelin. W powiecie bialskopodlaskim 53 głosicieli mieszkało w miejscowościach: Kodeń, Zabłocie, Krzywowólka, Dąbrowica Duża, Bokinka Królewska, Międzyleś, Nowosiółki, Jabłeczna, Dobratycze, Błotków Duży, Terespol i Jakówki. W powiecie janowskim działalność kaznodziejską prowadziło około 20 rodzin w miejscowościach Momoty, Godziszów i Otrocz. W powiecie zamojskim 80 członków mieszkało w miejscowościach: Bodaczów, Sitno, Kalinówka i Trzepieciny. Powiat chełmski zamieszkiwało najwięcej świadków Jehowy w województwie lubelskim, głównie w miejscowościach: Teresin, Alojzów, Kukawka, Koczów, Pobołowice, Stare Chojno, Chojno Nowe, Lipówki i Siedliszcze. W powiecie włodawskim mieszkali w miejscowościach: Wola Uhruska, Macoszyn, Włodawa, Brus, Wołoskowola, Wytyczno, Urszulin i Wyryki, a w powiecie bychawskim mieszkali w miejscowościach: Kosarzew, Chmiel, Bychawka.
Do aresztowań doszło również 8 maja 1961 roku w Lublinie – aresztowano dziewięciu członków wyznania, w tym nadzorców podróżujących i odpowiedzialnych za druk oraz transport publikacji Świadków Jehowy. W następnym dniu aresztowano dwie kolejne osoby. Kolejnych wyznawców drukujących literaturę aresztowano w grudniu 1960 roku w Jaszczowie.
W latach 60. XX wieku Służba Bezpieczeństwa rozpoczęła prowadzenie spraw m.in. pod kryptonimami: „Jehowy” (1962–1969), „Janusz” (1965–1975; Janusz Nowak), „Stały” (1965–1975), „Meliniarz” (1962–1976), „Odważny” (1963–1966) i „Fanatyk” (1964–1965) (dotyczące prowadzenia działalności w Krasnymstawie), „Delfin” (1967–1974), „Mechanik” (1968–1976), „Uparty” (1968–1975; dotycząca prowadzenia działalności w Puławach), „Turysta” (1969; dotycząca prowadzenia działalności w Biłgoraju), „Fanatyk” (1969–1971; dotycząca prowadzenia działalności we Włodawie), „Głosiciel” (1969–1973; dotycząca prowadzenia działalności w Bychawie), „Działacz” (1969–1976), „Skoczek” (1969–1983).
Szczególnie od lat 60. XX wieku głosiciele w lecie zaczęli prowadzić grupową, wyjazdową działalność kaznodziejską na terenach, gdzie jest mniej wyznawców (wcześniejsze nazwy: grupy pionierskie ośrodki pionierski, obozy pionierskie). W czerwcu 1966 roku świadkowie Jehowy – Agnieszka i Józef Sochowie – zostali odznaczeni medalami Sprawiedliwy wśród Narodów Świata. W maju 1943 roku pomogli oni ocalić życie osobom pochodzenia żydowskiego koło Lwowa.
W czasie zakazu działalności zgromadzenia (tzw. konwencje leśne) organizowano potajemnie.

#### Lata 70. XX wieku
W pierwszych latach tej dekady Służba Bezpieczeństwa zlikwidowała trzy drukarnie oraz inny sprzęt do produkcji literatury. W latach 70. XX wieku rozpoczęła również prowadzenie spraw m.in. pod kryptonimami: „Sobek” (1972–1975) oraz „Kaznodzieja” (1972–1975) (dotyczące prowadzenia działalności w Chełmie), „Nieznany” (1970–1971), „Marian” (1971–1980; dotycząca prowadzenia działalności w Lublinie), „Pelikan” (1971–1980), „Sługa” (1972–1975) i „Powielacz” (1972–1975); dotyczące prowadzenia działalności w Rykach), „Emisariusz” (1974; dotycząca kontaktów z osobami z Austrii, Jugosławii i Włoch), „Kuźnica III” (1970–1973), „Kuźnica IV” (1970–1973) i „Kuźnica-6” (1974–1984); dotyczące drukowania publikacji na terenie woj. lubelskiego), „Uparty” (1975–1976), „Świadek” (1975–1976) oraz rozpoczęło prowadzenie sprawy operacyjnej przeciwko Władysławowi Wojtasowi (1970–1973; „z uwagi na aktywną działalność w związku wyznaniowym Świadków Jehowy na terenie Lublina”).
Pod koniec 1977 roku przedstawiciele Ciała Kierowniczego Świadków Jehowy oficjalnie spotkali się z niektórymi wyznawcami na terenie obecnego województwa lubelskiego.

#### Lata 80. XX wieku
W roku 1982 władze państwowe zezwoliły na zorganizowanie oficjalnych jednodniowych kongresów pod hasłem „Prawda o Królestwie”. Odbyły się one m.in. w Lublinie i Hali OSiR w Zamościu. Kolejne kongresy odbyły się w Lublinie: (1983: „Jedność dzięki Królestwu”; 1984: „Rozwój Królestwa”; 1986: „Pokój Boży”; 1987: „Zaufaj Jehowie”; 1988: „Sprawiedliwość Boża”).
W 1986 roku w Zamościu działały dwa zbory.

### Odzyskanie rejestracji prawnej i rozwój działalności

#### Kongresy i zgromadzenia
Po odzyskaniu uznania prawnego w Polsce zgromadzenia zaczęto organizować w halach (m.in. w Lublinie, Chełmie, Zamościu i Puławach) i na stadionach.
Kongresy regionalne odbywają się na stadionie Arena Lublin (2015–2019, 2023, 2024, 2025).
W poprzednich latach kongresy odbywały się również w Hali Sportowo-Widowiskowej „Globus” w Lublinie (2017–2014), na Stadionie MOSiR Bystrzyca (Motoru Lublin) (do 2005) oraz na stadionie OSiR w Zamościu (1995–2014). 
Kongresy zorganizowano na Stadionie MOSiR Bystrzyca (Motoru Lublin): 26–29 lipca 1990 („Czysta mowa”); 12–14 lipca 1991 („Lud miłujący wolność”); 10–12 lipca 1992 („Nosiciele światła”); 29 lipca–1 sierpnia 1993 („Pouczani przez Boga”); 15–17 lipca 1994 („Bojaźń Boża”); 30 czerwca–2 lipca 1995 („Rozradowani chwalcy Boga”); 26–28 lipca 1996 („Posłańcy pokoju Bożego”), 4–6 lipca 1997 („Wiara w Słowo Boże”); 26–28 czerwca 1998 („Boża droga życia”); 30 lipca–1 sierpnia 1999 („Prorocze słowo Boże”); 30 czerwca–2 lipca 2000 („Wykonawcy słowa Bożego”); 6–8 lipca 2001 („Nauczyciele słowa Bożego”); 19–21 lipca 2002 („Gorliwi głosiciele Królestwa”); 25–27 lipca 2003 („Oddajcie chwałę Bogu”); 2–4 lipca 2004 („Chodź z Bogiem”); 8–10 lipca 2005 („Posłuszni Bogu”). W Hali Sportowo-Widowiskowej „Globus” w Lublinie: 13–15 lipca 2007 („Naśladuj Chrystusa!”); 27–29 lipca 2008 („Kierowani duchem Bożym”); 24–26 lipca 2009 („Czuwajcie!”); 23–25 lipca 2010 („Trwaj przy Jehowie!”); 15–17 lipca 2011 („Niech przyjdzie Królestwo Boże!”); 20–22 lipca 2012 („Strzeż swego serca!”); 11–13 lipca 2014 („Szukajmy najpierw Królestwa Bożego!”). Na Arenie Lublin: 24–26 lipca 2015 („Naśladujmy Jezusa!”); 15–17 lipca 2016 („Lojalnie trwajmy przy Jehowie!”); 21–23 lipca 2017 („Nie poddawaj się!”); 10–12 sierpnia 2018 („Bądź odważny!”); 9–11 sierpnia 2019 („Miłość nigdy nie zawodzi!”); 7–9 lipca 2023 roku („Okazujcie cierpliwość!”); 28 czerwca–30 czerwca 2024 roku („Głośmy dobrą nowinę!”; 27-29 czerwca 2025 roku "Prawdziwe wielbienie Boga").
W Zamościu kongresy odbywały na Stadionie OSiR w Zamościu: 28–30 lipca 1995 („Rozradowani chwalcy Boga”); 2–4 sierpnia 1996 („Posłańcy pokoju Bożego”); 25–27 lipca 1997 („Wiara w Słowo Boże”); 17–19 lipca 1998 („Boża droga życia”); 25–27 czerwca 1999 („Prorocze słowo Boże”); 14–16 lipca 2000 („Wykonawcy słowa Bożego”); 29 czerwca–1 lipca 2001 („Nauczyciele słowa Bożego”); 26–28 lipca 2002 („Gorliwi głosiciele Królestwa”); 27–29 czerwca 2003 („Oddajcie chwałę Bogu”); 9–11 lipca 2004 („Chodź z Bogiem”); 15–17 lipca 2005 („Posłuszni Bogu)”; 4–6 sierpnia 2006 („Wyzwolenie jest blisko!”); 29 czerwca–1 lipca 2007 („Naśladuj Chrystusa!”); 18–20 lipca 2008 („Kierowani duchem Bożym”); 16–19 lipca 2009 („Czuwajcie!”); 2–4 lipca 2010 („Trwaj przy Jehowie!”); 22–24 lipca 2011 („Niech przyjdzie Królestwo Boże!”); 29 czerwca–1 lipca 2012 („Strzeż swego serca!”); 12–14 lipca 2013 („Słowo Boże jest prawdą!”); 18–20 lipca 2014 („Szukajmy najpierw Królestwa Bożego!”); 10–12 lipca 2015 („Naśladujmy Jezusa!”).
Zgromadzenia obwodowe dla zborów z terenu województwa odbywają się w Sala Zgromadzeń Świadków Jehowy w Lublinie (ul. Kmieca 18).

#### Sale Królestwa
Szczególnie od lat 90. XX wieku zaczęły powstawać nowe Sale Królestwa (np. 1 października 2023 roku w Brodach Małych koło Szczebrzeszyna otwarto obiekt powstały w ciągu 3 miesięcy; 10 marca 2024 roku w Żółkiewce otwarto nowy obiekt powstały w ciągu niecałych 80 dni, 10 listopada 2024 roku podobny obiekt powstał w Hrubieszowie).

#### Sala Zgromadzeń

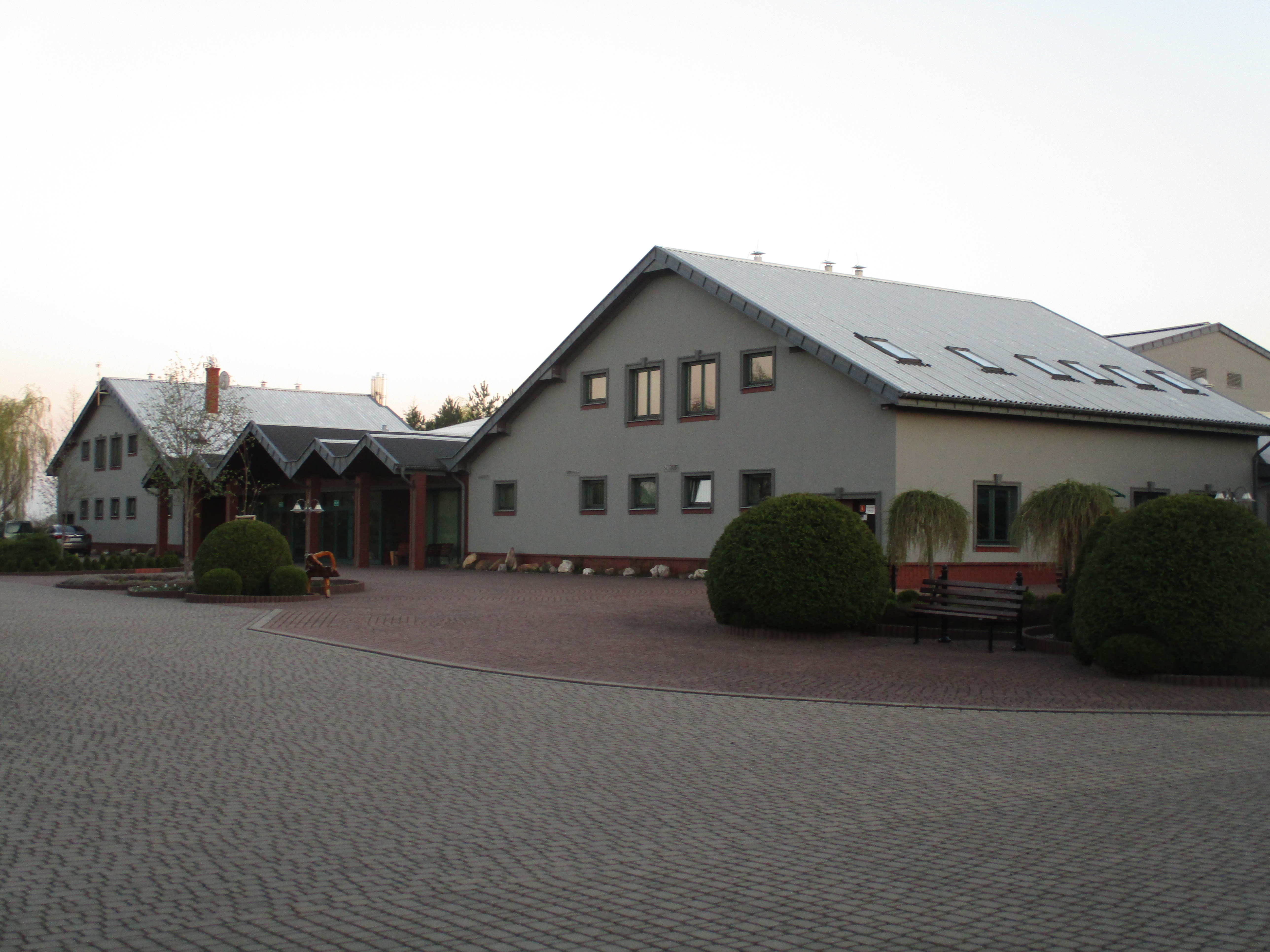
Sala Zgromadzeń w Lublinie

24 września 2000 roku w Lublinie przy ul. Kmiecej 18 uroczyście oddano do użytku Salę Zgromadzeń. Korzystają z niej zbory z Lubelszczyzny oraz zbory z południowo-wschodniej części województwa mazowieckiego, z północnej części województwa podkarpackiego oraz północnej i wschodniej części województwa świętokrzyskiego. Została wybudowana od podstaw przez wolontariuszy, posiada 1100 miejsc siedzących. W kompleksie znajduje się sala główna oraz dodatkowo Sala Królestwa (dla trzech zborów: Lublin–Błonie, Lublin–Warszawska i Lublin–Węglin).

#### Pomoc dla potrzebujących
W 2010 roku zorganizowano pomoc głównie dla poszkodowanych przez powódź współwyznawców.
Od 24 lutego 2022 roku rozpoczęto organizowanie pomocy dla Świadków Jehowy z Ukrainy, uchodźców – ofiar inwazji Rosji (zorganizowano całodobowe dyżury na przejściach granicznych i dworcach, aby móc ich odebrać i zapewnić im bezpłatne zakwaterowanie i wyżywienie w mieszkaniach oraz w Salach Królestwa i w Sali Zgromadzeń w Lublinie). W tym celu na terenie województwa powołano jeden z 16 Komitetów Pomocy Doraźnej działających w Polsce, składający się z przeszkolonych wolontariuszy.

#### Wystawy i konferencje naukowe poświęcone represjom w trakcie II wojny światowej
Od 20 czerwca do 13 września 2006 roku w Lublin (KL) (Majdanek) prezentowana była wystawa pt. „Więzieni za wiarę – Świadkowie Jehowy a hitleryzm” poświęcona ich neutralności w okresie nazizmu.
W sierpniu 2010 roku świadkowie Jehowy – Marianna i Józef Borzęccy z Piask Szlacheckich – zostali odznaczeni medalami Sprawiedliwy wśród Narodów Świata. Pomogli oni w ukrywaniu się Gitli Szarf i jej trzem córkom, oferując schronienie oraz fałszywe dokumenty.

#### Działalność kaznodziejska
W 2008 roku na terenie województwa działało 129 zborów. W 2010 roku było 9022 głosicieli w 132 zborach oraz 78 Sal Królestwa.
W roku 2013 wdrożono program świadczenia publicznego na terenie wielkomiejskim w Lublinie oraz na terenie poszczególnych zborów z pomocą wózków z literaturą biblijną.
W 2015 roku było 8890 głosicieli w 95 zborach. W roku 2018 liczba głosicieli wynosiła 8345 należących do 91 zborów. W 2019 roku funkcjonowały 89 zbory, w których usługiwało 592 starszych zboru, w 2020 roku było 8178 głosicieli w 89 zborach i 589 starszych zboru. W 2021 roku było 8122 głosicieli (z tego 1700), należących do 89 zborów, w których usługiwało 597 starszych zboru. W 2024 roku w 16 zborach w Lublinie działało ponad 1700 głosicieli, uczestniczących w działalności ewangelizacyjnej w językach: polskim, polskim migowym, angielskim, rosyjskim i ukraińskim. 

#### Kursy
W marcu 2014 roku w Lublinie zakończyły się zajęcia trzeciej klasy Kursu Biblijnego dla Małżeństw, w marcu 2016 roku – 8. klasy, a 22 marca 2020 roku – 30. klasy Kursu dla Ewangelizatorów Królestwa.

#### Działalność wśród obcokrajowców, mniejszości etnicznych oraz w j. migowym i w ośrodkach penitencjarnych
Działalność prowadzona jest również wśród obcokrajowców. Oprócz języka polskiego i polskiego języka migowego, zebrania zborowe prowadzone są też w języku angielskim, ukraińskim i rosyjskim (do 2020 roku również w języku romani (Polska) i tureckim, a do 2021 roku w języku chińskim).
Świadkowie Jehowy korzystają też z możliwości działalności wśród osadzonych w Strzeżonych Ośrodkach Dla Cudzoziemców.
Od 12 maja 1989 roku, kiedy to Świadkowie Jehowy w Polsce zostali oficjalnie zarejestrowani, specjalnie przygotowani kaznodzieje odwiedzają zakłady karne i areszty na terenie województwa (w Chełmie, Zamościu, Hrubieszowie, Krasnymstawie, Lublinie i we Włodawie), aby prowadzić tam działalność kaznodziejską.

#### Inne zdarzenia
W czerwcu 2002 roku Sąd Okręgowy w Zamościu przyznał świadkowi Jehowy niesłusznie aresztowanemu i skazanego w latach 50. za przekonania religijne zadośćuczynienie i odszkodowanie.
W 2014 roku doszło do napadu na świadków Jehowy w Chełmie. Atakujący groził im nożem i maczetą, za co został aresztowany oraz przedstawiono mu zarzut kierowania gróźb karalnych. W 2016 roku w Kraśniku doszło do napaści na dwóch świadków Jehowy. Sprawcy napaści najpierw zaatakowali głosicieli w trakcie pełnienia służby kaznodziejskiej od domu do domu, grożąc im jednocześnie spaleniem miejsca zebrań. Dziesięć dni później ci sami sprawcy zaatakowali ŚWiadków Jehowy przy stojaku z literaturą, grożąc im przyłożonym do szyi skalpelem. Obaj zostali oskarżeni o stosowanie przemocy na tle religijnym i skazani sądownie.

## Zbory
Poniższa lista obejmuje zbory zgromadzające się na terenie województwa, stan na dzień 2 października 2024:
Na terenie miast na prawach powiatu
- Biała Podlaska: 2 zbory: Południe (w tym grupa rosyjskojęzyczna), Północ
- Chełm: 9 zborów: Jagiellońska, Jedność, Litewska, Malowane, Południe, Północ, Rejowiecka, Słoneczne, Wschód[132]
- Lublin: 18 zborów: Angielski, Błonie, Bronowice, Choiny, Czechów, Ćmiłów, Kalinowczyzna, Krańcowa, Kunickiego, Nałkowskich, Nadbystrzycka, Migowy, Rosyjski, Śródmieście, Ukraiński, Warszawska, Węglin, Zemborzycka
- Zamość: 4 zbory: Południe, Północ, Wschód, Zachód

Na terenie powiatów

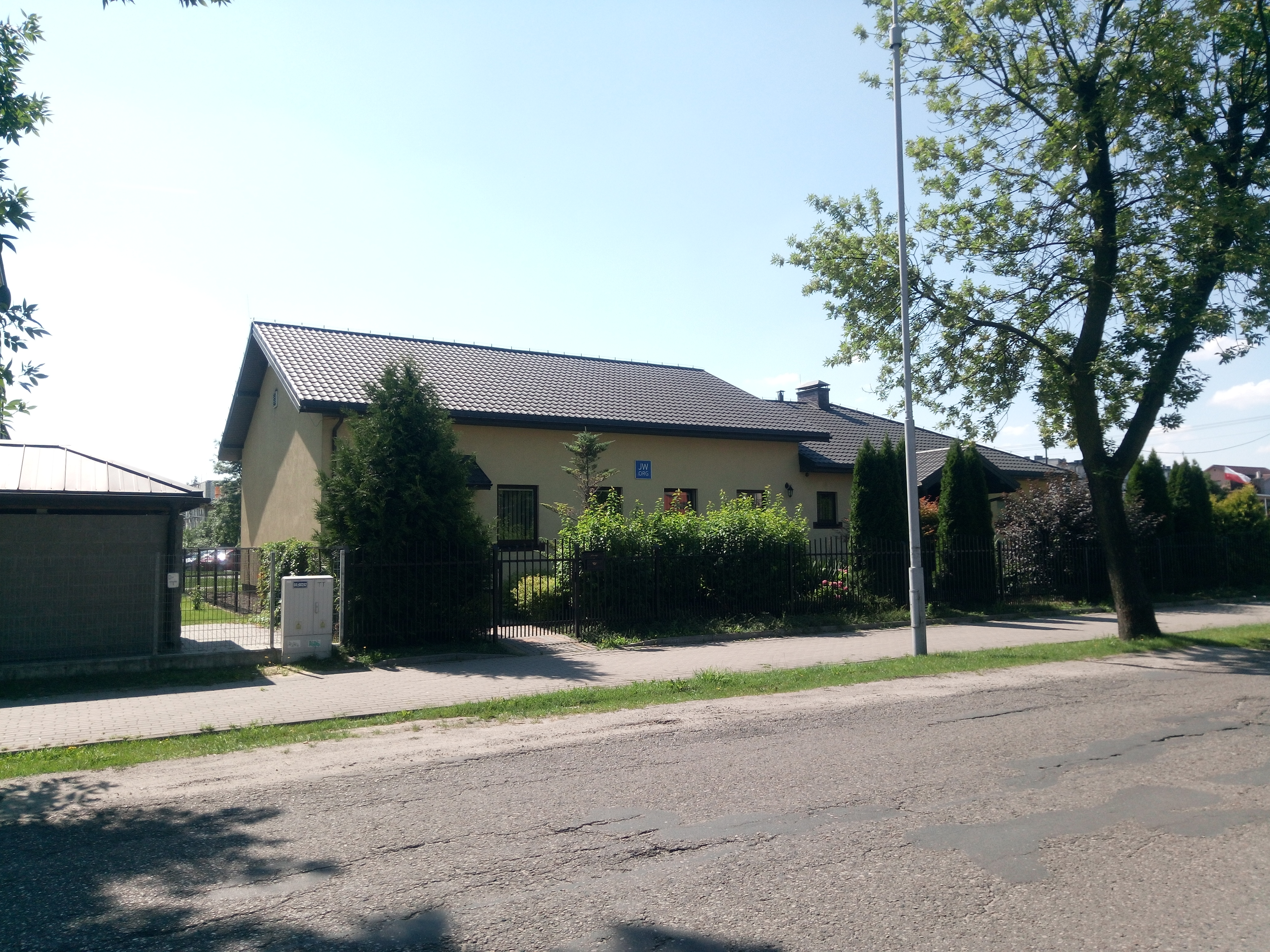
Sala Królestwa w Łukowie

- powiat bialski: 2 zbory: Terespol, Wisznice
- powiat biłgorajski: 4 zbory: Biłgoraj–Centrum (w tym grupa języka migowego), Biłgoraj-Puszcza, Biszcza (Sala Królestwa: Harasiuki), Chmielek
- powiat chełmski: 6 zborów: Alojzów (Sala Królestwa: Wojsławice), Białopole (Sala Królestwa: Kicin), Chojno–Siedliszcze, Leśniowice, Łowcza, Wojsławice
- powiat hrubieszowski: 2 zbory: Hrubieszów-Wschód, Hrubieszów-Zachód[132]
- powiat janowski: 1 zbór: Janów Lubelski
- powiat krasnostawski: 7 zborów: Huta, Krasnystaw–Południe, Krasnystaw–Północ, Krasnystaw–Zachód[132], Rejowiec (Rejowiec Osada), Żółkiewka (Sala Królestwa: Huta)
- powiat kraśnicki: 3 zbory: Annopol, Kraśnik–Fabryczny, Kraśnik-Południe
- powiat lubartowski: 2 zbory: Lubartów[133], Michów (Sala Królestwa: Rudno)
- powiat lubelski: 4 zbory: Bychawa–Krzczonów (Sala Królestwa: Piotrków Drugi), Garbów, Niemce (Sala Królestwa: Wola Niemiecka), Piotrków
- powiat łęczyński: 4 zbory: Jaszczów (Sala Królestwa: Pełczyn), Łęczna–Południe, Łęczna–Północ, Podgłębokie
- powiat łukowski: 1 zbór: Łuków
- powiat opolski: 1 zbór: Opole Lubelskie
- powiat parczewski: 1 zbór: Parczew
- powiat puławski: 4 zbory: Nałęczów (Sala Królestwa: Strzelce), Puławy–Chemia, Puławy–Niwa, Puławy–Zachód
- powiat radzyński: 1 zbór: Radzyń Podlaski
- powiat rycki: 2 zbory: Dęblin, Ryki
- powiat świdnicki: 5 zborów: Świdnik–Północ, Świdnik–Wschód, Świdnik–Zachód, Pełczyn, Piaski
- powiat tomaszowski: 2 zbory: Tomaszów Lubelski–Wschód, Tomaszów Lubelski–Zachód[132]
- powiat włodawski: 2 zbory: Włodawa, Wola Uhruska
- powiat zamojski: 2 zbory: Latyczyn, Zwierzyniec (Sala Królestwa: Bodaczów)